# Ciclone Luban
A tempestade ciclónica muito severa Luban foi o terceiro ciclone tropical a afetar a Arábia durante a temporada de ciclones no Índico Norte de 2018, depois dos ciclones Sagar e Mekunu em maio. Luban desenvolveu-se em 6 de outubro no Mar Arábico central, e durante grande parte de sua duração, manteve uma trajetória geral oeste-noroeste. Em 10 de outubro, o Departamento Meteorológico da Índia (IMD) atualizou Luban para uma tempestade ciclônica muito severa – equivalente a um furacão de categoria 1 – e ventos máximos sustentados estimados de 140 km/h (85 mph). A tempestade atingiu o continente em 14 de outubro no leste do Iémen, como uma tempestade ciclónica. A tempestade enfraqueceu rapidamente no terreno árido e montanhoso da Península Arábica, antes de se dissipar em 15 de outubro.
Ao desembarcar, o ciclone Luban produziu chuvas torrenciais na Somália, Omã e Iémen. O ciclone matou 14 pessoas no Iémen, quando chuvas fortes atingiram aldeias e danificaram estradas. Danos no país foram estimados em US $ 1 mil milhões. No Omã, as chuvas no deserto causaram um pequeno surto de gafanhotos. Luban coexistiu com a Tempestade Ciclónica Muito Severa Titli na Baía de Bengala, marcando a primeira vez desde 1971 que duas tempestades de tal intensidade estiveram ativas ao mesmo tempo no Índico Norte.

## História meteorológica
Em 4 de outubro, uma baixa de nível superior persistiu no sudeste do Mar Arábico. Naquele dia, o Joint Typhoon Warning Center (JTWC), com sede nos Estados Unidos, mencionou pela primeira vez uma área de convecção espalhada a sudoeste da Índia como uma área de potencial ciclogênese tropical, devido a projeções de modelos de previsão de ciclones tropicais. O sistema convectivo estava localizado nas águas quentes do Mar Arábico em uma área de baixo cisalhamento do vento. A circulação lentamente se tornou mais definida, desenvolvendo uma área de baixa pressão em 5 de outubro. Em 6 de outubro, o Departamento Meteorológico da Índia (IMD) designou o sistema como Depressão ARB 04. Um dia depois, a agência atualizou o sistema para uma depressão profunda, e em 8 de outubro, o IMD o atualizou ainda mais para Tempestade Ciclónica Luban. No mesmo dia, o JTWC deu início a rastreamento em Luban, dando-lhe a designação de Ciclone Tropical 05A.
Naquela altura, o JTWC emitiu boletins de alertas, Luban tinha bandas de chuva giratórias em torno de uma área central persistente de tempestades, com bom fluxo para o norte. A circulação tornou-se mais bem definida com o tempo, geralmente dirigida para oeste-noroeste por uma crista subtropical ao norte. Em 9 de outubro, o IMD atualizou Luban para uma tempestade ciclónica severa, enquanto as tempestades continuavam a florescer sobre a circulação. Um dia depois, o IMD atualizou Luban ainda mais para uma tempestade ciclónica muito severa, com ventos máximos sustentados de pelo menos 120 km/h (75 mph), equivalente a um furacão. Luban coexistiu com a Tempestade Ciclónica Muito Severa Titli, marcando a primeira vez desde 1977 que duas tempestades de tal intensidade estiveram ativas ao mesmo tempo no Índico Norte. O JTWC também atualizou Luban para a mesma intensidade em 10 de outubro, observando o desenvolvimento de uma característica do olho. Tanto o IMD quanto o JTWC estimaram que Luban atingiu ventos de pico de 140 km/h (87 mph). Eles também previram que a tempestade continuaria a sua trajetória geral e atingiria a Arábia.
Preso entre duas cristas, Luban moveu-se lentamente em direção à Arábia. O movimento lento causou ressurgência, o que esfriou as águas, enfraquecendo o ciclone apesar das condições favoráveis. O núcleo central de convecção diminuiu e ficou restrito ao lado leste da circulação. Em 13 de outubro, a atividade da tempestade aumentou no centro, sinalizando alguma reintensificação. Luban enfraqueceu novamente ao se aproximar da terra, afetado pela água mais fria e pela temperatura do ar. Em 14 de outubro, por volta das 06:00 UTC, Luban atingiu o continente no leste do Iémen, cerca de 30 km (20 mi) ao sul de Al Ghaydah, com ventos de 75 km/h (47 mph). A tempestade enfraqueceu rapidamente sobre o terreno seco e montanhoso, degenerando em uma baixa bem marcada em 15 de outubro.

## Preparativos, impacto e consequências
O IMD aconselhou os pescadores a não entrarem nas águas profundas do Mar Arábico e do Golfo de Adem. Autoridades de Omã fecharam escolas e recomendaram que os residentes no caminho da tempestade evitem áreas baixas. Quando Luban atingiu o continente, a tempestade causou fortes chuvas no sul de Omã que causaram enchentes. Dalkout relatou um precipitação em 24 horas total por hora de 145 mm (5.71 in) e Salalá de 138 mm (5.43 in). As chuvas criaram lagos temporários entre as dunas do deserto, que produziram um pequeno surto de gafanhotos. Ao sul do centro, as bandas de chuva externas de Luban precipitaram chuvas em Puntlândia, Somália.
O ciclone Luban atingiu o Iémen em meio a uma guerra civil e uma crise Iemenita. O Fundo de População das Nações Unidas movimentou 1.250 kits de resposta rápida para áreas costeiras do Iémen, em antecipação ao desembarque de Luban. Equipes médicas também se mudaram para a região de prontidão em preparação para as vítimas da tempestade. Luban deixou cair fortes chuvas ao se deslocar para a costa, atingindo 290 mm (11 in) em Al Ghaydah ; lá, rajadas de vento atingiram 102 km/h (63 mph). Luban causou cerca de US $ 1 mil milhões em danos no Iêmen, com os piores efeitos na governadoria de Al Mahrah, onde cerca de 90% da infraestrutura foi danificada. A tempestade matou 14 pessoas no país, e 124 pessoas ficaram feridas, com 10 pessoas desaparecidas. Cerca de 8.000 pessoas ficaram desabrigadas por causa de Luban. Danos de tempestade forçaram 2.203 famílias a saírem de casa, usando 38 escolas para abrigo. As inundações levaram embora milhares de gado, e danificaram as estradas e pontes costeiras do Iémen, o que interrompeu os esforços de socorro.  Os caminhos de terra foram destruídas, isolando sete vilas e cerca de 3.000 pessoas. O porto de Nishtun foi fechado durante a tempestade, mas foi reaberto nas semanas seguintes.  Em Al-Masilah, a inundação danificou ou destruiu 62 casas. A tempestade danificou o hospital no distrito de Qishn, forçando todos os trabalhadores a evacuarem e fechando as instalações por pelo menos uma semana.  A tempestade danificou cerca de 90% da rede elétrica em Al Ghaydah. Muitas áreas perderam o acesso à água potável após a destruição dos poços. O Crescente Vermelho Iemenita operou missões de busca e resgate, com a ajuda de um helicóptero enviado pela Arábia Saudita.
Após a tempestade, vários governos e organizações não governamentais forneceram mantimento de emergência aos residentes afetados por Luban. O King Salman Relief Center enviou dois camiões de Adem para as áreas mais afetadas para distribuir barracas, cobertores e colchões. A Organização de Caridade de Omã enviou sete camiões com alimentos e outros mantimentos para o leste do Iémen. A Organização Mundial da Saúde enviou três toneladas de material médico, incluindo kits para cólera, malária e trauma geral. Cerca de 10 dias após a tempestade, o Crescente Vermelho dos Emirados reconectou sete vilarejos depois de limpar os escombros e restaurar as estradas de terra. Al Mahra alocados ﷼ ‎ mil milhões (US $ 2,55 milhões) para a reparação de instalações públicas.